# Spodoptera cycloides
Spodoptera cycloides är en fjärilsart som beskrevs av Achille Guenée 1852. Spodoptera cycloides ingår i släktet Spodoptera och familjen nattflyn. Inga underarter finns listade i Catalogue of Life.